# Hammam Boughrara

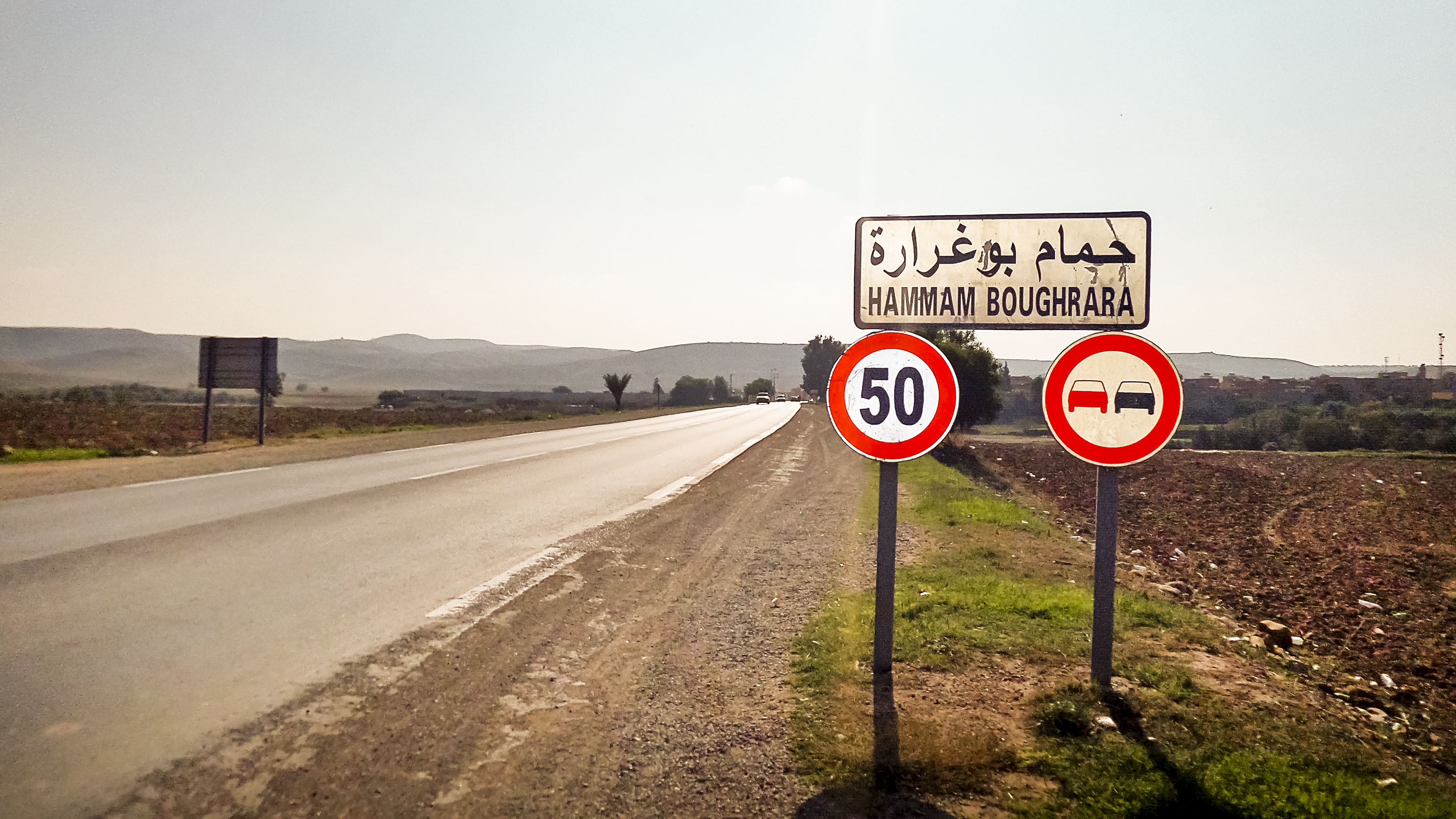
Rodovia para Hammam Boughrara

Hammam Boughrara (em árabe: حمام بوغرارة) é uma cidade e comuna localizada na província de Tremecém, no noroeste da Argélia. Em 2008, sua população era de 11 444 habitantes.